# مكارثر (كاليفورنيا)
مكارثر (بالإنجليزية: McArthur CDP, California)‏ هي منطقة سكنية تقع بولاية كاليفورنيا في الولايات المتحدة. تبلغ مساحتها 2.631 كم2، وترتفع عن سطح البحر 1009 م، بلغ عدد سكانها 338 نسمة في عام 2010 حسب إحصاء مكتب تعداد الولايات المتحدة وتصل الكثافة السكانية فيها 128.5 نسمة لكل كيلومتر مربع (332.8/ميل2).

## التركيبة السكانية
حدّد مكتب تعداد الولايات المتحدة بيانات التركيبة السكانية لمكارثر في تعداد الولايات المتحدة. في ما يلي، التركيبة السكانية حسب تعدادي 2000 و2010.

### تعداد عام 2000
بلغ عدد سكان مكارثر 365 نسمة بحسب تعداد عام 2000، وبلغ عدد الأسر 150 أسرة وعدد العائلات 100 عائلة مقيمة في المنطقة السكنية. في حين سجلت الكثافة السكانية 138.7 نسمة لكل كيلومتر مربع (359.2/ميل2). وبلغ عدد الوحدات السكنية 168 وحدة بمتوسط كثافة قدره 63.9 لكل كيلومتر مربع (165.5/ميل2).
وتوزع التركيب العرقي للمنطقة السكنية بنسبة 71.78% من البيض و5.21% من الأمريكيين الأصليين و20.27% من الأعراق الأخرى و2.74% من عرقين مختلطين أو أكثر و24.93% من الهسبانيون أو اللاتينيون من أي عرق.
بلغ عدد الأسر 150 أسرة كانت نسبة 32% منها لديها أطفال تحت سن الثامنة عشر تعيش معهم، وبلغت نسبة الأزواج القاطنين مع بعضهم البعض 54.7% من أصل المجموع الكلي للأسر، ونسبة 4% من الأسر كان لديها معيلات من الإناث دون وجود شريك،  بينما كانت نسبة 8% من الأسر لديها معيلون من الذكور دون وجود شريكة وكانت نسبة 33.3% من غير العائلات. تألفت نسبة 29.3% من أصل جميع الأسر من عدة أفراد يعيشون في نفس المنزل ونسبة 12.7% كانت تتألف من شخص يعيش بمفرده يبلغ من العمر 65 عاماً أو أكثر. وبلغ متوسط حجم الأسرة المعيشية 2.43، أما متوسط حجم العائلات فبلغ 2.97.
بلغ العمر الوسطي للسكان 37.5 عاماً. وكانت نسبة 25.8% من القاطنين تحت سن الثامنة عشر، وكانت نسبة 9.3% بين الثامنة عشر والرابعة والعشرين عاماً، ونسبة 25.2% كانت واقعةً في الفئة العمرية ما بين الخامسة والعشرين والرابعة والأربعين عاماً، ونسبة 27.9% كانت ما بين الخامسة والأربعين والرابعة والستين، ونسبة 11.8% كانت ضمن فئة الخامسة والستين عاماً فما فوق. يوجد لكل 100 أنثى 112.2 ذكر، ويوجد لكل 100 أنثى في الثامنة عشر من عمرها فما فوق 106.9 ذكر.
بلغ متوسط دخل الأسرة في المنطقة السكنية 16,116 دولارًا، أما متوسط دخل العائلة فبلغ 23,125 دولارًا. وكان متوسط دخل الذكور 27,188 دولارًا مقابل 19,750 دولارًا للإناث. وسجل دخل الفرد الخاص بالمنطقة السكنية 9,813 دولارًا. وكانت نسبة 36.3% من العائلات ونسبة 36% من السكان تحت خط الفقر، وكان من هؤلاء نسبة 44.1% تحت سن الثامنة عشر ونسبة 36% في الخامسة والستين من العمر وما فوق.

### تعداد عام 2010
بلغ عدد سكان مكارثر 338 نسمة بحسب تعداد عام 2010، وبلغ عدد الأسر 127 أسرة وعدد العائلات 93 عائلة مقيمة في المنطقة السكنية. في حين سجلت الكثافة السكانية 128.5 نسمة لكل كيلومتر مربع (332.8/ميل2). وبلغ عدد الوحدات السكنية 143 وحدة بمتوسط كثافة قدره 54.4 لكل كيلومتر مربع (140.9/ميل2).
وتوزع التركيب العرقي للمنطقة السكنية بنسبة 64.20% من البيض و4.44% من الأمريكيين الأصليين و28.99% من الأعراق الأخرى و2.37% من عرقين مختلطين أو أكثر و35.21% من الهسبانيون أو اللاتينيون من أي عرق.
بلغ عدد الأسر 127 أسرة كانت نسبة 38.6% منها لديها أطفال تحت سن الثامنة عشر تعيش معهم، وبلغت نسبة الأزواج القاطنين مع بعضهم البعض 56.7% من أصل المجموع الكلي للأسر، ونسبة 13.4% من الأسر كان لديها معيلات من الإناث دون وجود شريك،  بينما كانت نسبة 3.1% من الأسر لديها معيلون من الذكور دون وجود شريكة وكانت نسبة 26.8% من غير العائلات. تألفت نسبة 18.9% من أصل جميع الأسر من عدة أفراد يعيشون في نفس المنزل ونسبة 11.8% كانت تتألف من شخص يعيش بمفرده يبلغ من العمر 65 عاماً أو أكثر. وبلغ متوسط حجم الأسرة المعيشية 2.66، أما متوسط حجم العائلات فبلغ 3.04.
بلغ العمر الوسطي للسكان 39.6 عاماً. وكانت نسبة 26.9% من القاطنين تحت سن الثامنة عشر، وكانت نسبة 7.1% بين الثامنة عشر والرابعة والعشرين عاماً، ونسبة 23.1% كانت واقعةً في الفئة العمرية ما بين الخامسة والعشرين والرابعة والأربعين عاماً، ونسبة 26.3% كانت ما بين الخامسة والأربعين والرابعة والستين، ونسبة 16.6% كانت ضمن فئة الخامسة والستين عاماً فما فوق. وتوزع التركيب الجنسي للسكان بنسبة 50.9% ذكور و49.1% إناث.